# Vanil d’Arpille
Der Vanil d'Arpille (dt. Maischüpfenspitz) ist ein 2085 m ü. M. hoher Berg im Schweizer Kanton Freiburg. Er liegt im Norden des Jauntales und westlich des Euschelspasses und des Schopfenspitzes. Über seinen Gipfel verläuft die Gemeindegrenze zwischen Val-de-Charmey und Jaun.

## Geographie

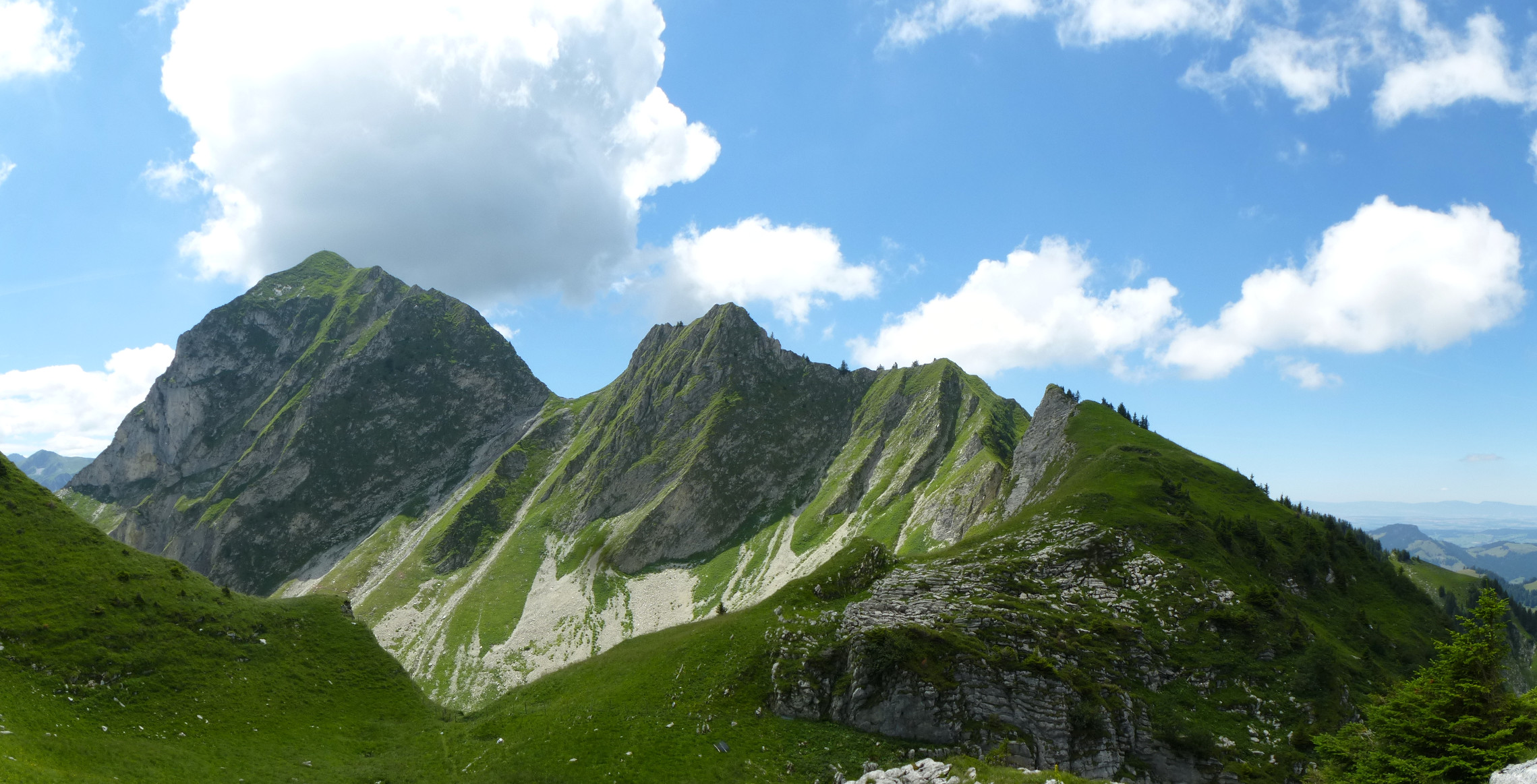
Vanil d'Arpille, Très Petit Brun, der wenig ausgeprägte Pt. 1957 m und der spitze Ostgratgipfel (über 1900 m)

Der Vanil d'Arpille ist der dritthöchste Berg im westlich des Euschelspasses (1567 m) gelegenen Teil der Freiburger Voralpen nach dem Schopfenspitz (Gros Brun; 2104 m) und dem Chörblispitz (2103 m). Er liegt unmittelbar südwestlich des Schopfenspitz und ist von diesem durch den Pass Pertet y Tsamo (1850 m) getrennt. Nördlich des Hauptgipfels liegt der markante Nordgipfel des Très Petit Brun (1992 m; Schartenhöhe 51 m), weiter nördlich liegt der Nebengipfel Pt. 1957 m, an dem sich der Grat teilt. Der Ostgrat mit einem weiteren ausgeprägten Nebengipfel (über 1900 m) führt zum Schopfenspitz, der Nordwestgrat führt zum Nebengipfel Pointe de Férédetse (1854 m). Westlich von diesem liegt der Col de Férédetse (1713 m), dann folgen der Gipfel Signal de Férédetse (1820 m; Schartenhöhe 107 m) und, nach einem Gratknick nach Südwesten, die Dents Vertes. Neben dem Nordgrat besitzt der Hauptgipfel des Vanil d'Arpille noch einen ausgeprägten Südwestgrat, der über den Col d'Arpille (1938 m) zum Vanil d'Orseire (2011 m; Schartenhöhe 73 m) und weiter zum Grat der Vanils des Raveires führt.